# Michelle Guerette
Michelle Guerette, född den 6 oktober 1980 i Bristol, Connecticut, är en amerikansk roddare.
Hon tog OS-silver i singelsculler i samband med de olympiska roddtävlingarna 2008 i Peking.